# Copes Gesetz
Das Copesche Gesetz besagt, es bestehe in Gruppen von Lebewesen im Laufe der Evolution die Tendenz zur Zunahme der Körpergröße. Die Annahme begründet sich auf Fossilreihen diverser Gruppen. Ein Beispiel hierfür ist der Größenvergleich zwischen den Stammformen der Pferde (etwa Hyracotherium mit 20 Zentimeter Schulterhöhe) und den heutigen Pferden.
Begründer der Theorie war der US-amerikanische Paläontologe Edward Drinker Cope (1840–1897), der seine Beobachtungen 1889 veröffentlichte. Mittlerweile ist deutlich geworden, dass das Copesche Gesetz keine Allgemeingültigkeit besitzt.

## Herleitung
Einer der Hauptgründe ist zwischen- und innerartlicher Konkurrenzkampf. Größere Tiere dominieren hierbei über kleinere Tiere. Ein großer Körper hat ebenso günstigere Stoffwechselbedingungen, da das Verhältnis von Oberfläche und Volumen kleiner ist. Physiologische Prozesse und der Wärmehaushalt laufen daher in großen Exemplaren ökonomischer ab (niedrigere Atem- und Herzfrequenz). Ein Beleg hierfür ist der Größenwuchs von Arten aus kalten Gebieten im Vergleich zu ihren Verwandten (Bergmannsche Regel). Viele rezente Tierarten sind kleiner als ihre eiszeitlichen Vorfahren. Eine Größenzunahme ermöglicht auch ein größeres, komplexer verschaltetes Gehirn. Durch die Erhöhung von Lebensdauer und der Trag- und Jugendzeit werden zudem komplexere, individuelle Lernprozesse möglich. Somit könnten größere Individuen Vorteile bei der natürlichen Selektion haben.

## Aktuelle Erkenntnisse und Kontroverse
Ob das Copesche Gesetz allgemeine Gültigkeit besitzt oder nicht, wird in der Wissenschaftscommunity kontrovers diskutiert.
Bereits 1997 kritisierte David Jablonski, dass zahlreiche Studien zur Copeschen Regel sich lediglich mit Einzelbeispielen befasst hätten, sprich, dass Evolutionsforscher dazu neigen, insbesondere die Tierformen zu betrachten, die tatsächlich in der Größe zugenommen haben, aber dabei ignorieren, dass es daneben sehr wohl auch gleich groß gebliebene oder sogar geschrumpfte Formen gegeben hat.
Im Jahr 2015 ergab dagegen eine Untersuchung von 17.208 Fossilien aquatischen Tierarten, aus den letzten 542 Millionen Jahren, dass die Biomasse seit dem Kambrium etwa um den Faktor 150 zunahm. Im gleichen Zeitraum verringerte sich die Minimalbiomasse um einen Faktor unter 10, während die Maximalbiomasse um einen Faktor von über 100.000 zunahm. Nach Ansicht der Wissenschaftler kann eine neutrale (ungerichtete) Drift aus ursprünglichen Kleinformen diese Entwicklung nicht erklären.
Andererseits begannen die bereits ausgestorbenen Reptiliengruppe der Archosauromorpha erst an Größe zuzulegen, nachdem sie keine Konkurrenz durch Therapsiden mehr hatten.
Zu den prominenten Kritikern zählen auch der auf Wirbeltiere spezialisierte Paläontologe Michael J. Benton. sowie der Paläontologe und Evolutionsbiologie Stephen Jay Gould Es existieren eine Reihe von Gegenbeispielen: So war bei den Mollusken der Kreidezeit eine Größenabnahme üblicher als eine Größenzunahme, ebenso wie bei einigen Säugetiergattungen während der starken Erwärmungsphase des Paläozän/Eozän-Temperaturmaximums.

## Fazit
Wenngleich das Copesche Gesetz nicht generell anwendbar ist, so gilt es zumindest in den meisten Epochen für der Entwicklung aquatischer Tiere.